# باولو تاونگ
باولو تاونگ (به لاتین: Baulu Taung) یک کوه در میانمار است که در Tanintharyi Region, Myanmar واقع شده‌است. باولو تاونگ ۹۹۲ متر بالاتر از سطح دریا واقع شده‌است.